# Andrzej Wołkowski

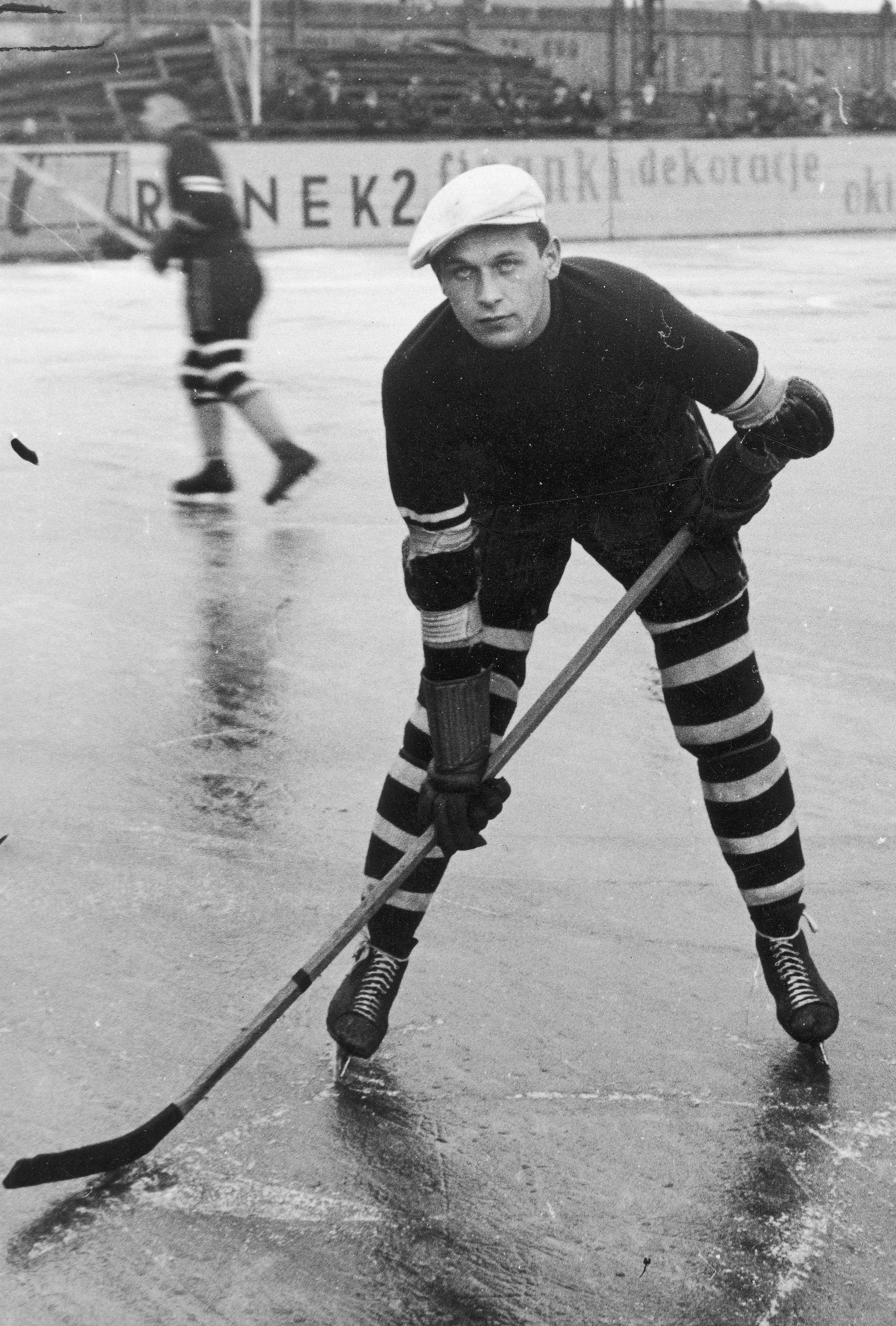
Andrzej Wołkowski (1934)

Andrzej Karol Wołkowski (* 14. Februar 1913 in Krakau; † 4. März 1995 ebenda) war ein polnischer Eishockeyspieler und -trainer.

## Karriere
Andrzej Wołkowski begann seine Karriere als Eishockeyspieler von 1929 bis 1932 bei Sokol Krakau, verbrachte diese anschließend jedoch beim Stadtnachbarn KS Cracovia, für den er von 1933 bis 1939 sowie in den Jahren 1946 und 1947 spielte. Mit Cracovia gewann er in den Jahren 1937, 1946 und 1947 jeweils den polnischen Meistertitel. Zuletzt trat er zwischen 1948 und 1958 für Gwardii Krakau an. In den 1950er Jahren war er parallel zu seiner Spielerlaufbahn als Trainer von Podhale Nowy Targ sowie Piast Cieszyn tätig. Mit Piast stieg er 1957 in die Polnische Eishockeyliga auf. Im Jahr 1958 war er kurzzeitig zusammen mit Władysław Wiro als Trainer der polnischen Nationalmannschaft tätig.
Als eine polnische Auswahl 1949 in die Sowjetunion eingeladen wurde, erlitt Wołkowski im Testspiel gegen ZSKA Moskau bei einem Zusammenprall mit Wsewolod Bobrow eine schwere Gehirnerschütterung und musste mehrere Wochen in einem Krankenhaus in Moskau verbringen.

### International
Für die polnische Eishockeynationalmannschaft nahm Wołkowski an den Olympischen Winterspielen 1936 in Garmisch-Partenkirchen teil. Zudem stand er im Aufgebot seines Landes bei den Weltmeisterschaften 1933, 1935, 1937, 1938, 1939 und 1947. Zwischen 1933 und 1947 absolvierte er für Polen insgesamt 56 Länderspiele, in denen er 31 Tore erzielte.

## Erfolge und Auszeichnungen

### Als Spieler
- 1937 Polnischer Meister mit KS Cracovia
- 1946 Polnischer Meister mit KS Cracovia
- 1947 Polnischer Meister mit KS Cracovia

### Als Trainer
- 1957 Aufstieg in die Polnische Eishockeyliga mit Piast Cieszyn